# Mikania pilcomayensis
Mikania pilcomayensis là một loài thực vật có hoa trong họ Cúc. Loài này được (Hassl.) B.L.Rob. mô tả khoa học đầu tiên năm 1934.